# Jaco Peyper
Jaco Peyper (Bloemfontein, 13 de mayo de 1980) es un réferi sudafricano de rugby que se desempeña en el internacional Súper Rugby y tiene categoría árbitro World Rugby.

## Carrera
Inició con 20 años rigiendo en la Currie Cup y hoy goza de una reputación como réferi justo. Desde el Súper Rugby 2008 integra el panel de árbitros de Sanzaar.
Ofició la final del Súper Rugby 2019 y durante el Súper Rugby 2020 se convirtió en el réferi con más partidos del campeonato en la historia.

## Internacional
World Rugby le concedió la categoría internacional para dirigir el Mundial Juvenil de Italia 2011 y su buen desempeño le permitió oficiar la final.
En 2012 comenzó a regir test matches, iniciando en una gira de Escocia por el hemisferio sur. Anualmente rige en The Rugby Championship.
En 2017 dirigió el primer partido de los All Blacks contra los Lions, durante la histórica gira de los Leones.
En 2019 participó de su primer Torneo de las Seis Naciones.

### Participaciones en Copas del Mundo
| Mundial                       | Sede       | Partidos | Instancia máx. |
| ----------------------------- | ---------- | -------- | -------------- |
| Copa Mundial de Rugby de 2015 | Inglaterra | ?        | Fase de grupos |
| Copa Mundial de Rugby de 2019 | Japón      | ?        | Tercer puesto  |

## Polémica
Durante los cuartos de final de Japón 2019 Peyper ofició Francia vs. Gales y expulsó al segunda línea francés Sébastien Vahaamahina por un codazo, luego del partido Peyper fue fotografiado: con fanáticos británicos e imitando el codazo.
El departamento de árbitros de WR, presidida por John Jeffrey, lo consideró un comportamiento inadecuado y sancionó Peyper. Tras la disculpa pública del sudafricano, WR levantó la sanción y el réferi dirigió el partido por el tercer puesto entre los All Blacks y Gales.